# Cardiocondyla emeryi
Cardiocondyla emeryi  (лат.) — вид муравьёв рода Cardiocondyla.

## Распространение
Африка, Мадагаскар, Неотропика. Инвазивный вид, распространившийся благодаря коммерческой деятельности человека в тропиках и субтропиках.

## Описание
Длина рабочих муравьёв составляет 1,7—2,1 мм. Ширина головы — 0.34—0.38 мм (длина головы — 0.45—0.52), длина груди — 0.48—0.58 мм. Окраска тела желтовато-оранжевая, брюшко буро-чёрное. Самцы диморфичны, наряду с нормальными крылатыми встречаются бескрылые эргатоидные самцы. Вид был описан швейцарским мирмекологом Огюстом Форелем и назван в честь своего итальянского коллеги энтомолога Карла Эмери (C.Emery).

## Систематика
Выделяют подвиды:
- Cardiocondyla emeryi emeryi
- Cardiocondyla emeryi fezzanensis

Среди синонимов этого вида следующие названия:
- Cardiocondyla nuda nereis Wheeler
- Cardiocondyla emeryi rasalamae Forel
- Cardiocondyla emeryi mahdii Karavaiev
- Cardiocondyla rasalamae Forel
- Cardiocondyla mauritia Donisthorpe
- Xenometra monilicornis Emery

## Галерея
- Рабочий сбоку
- Крылатая самка сбоку
- Рабочий сверху